# Xinghe (socken i Kina)
Xinghe (kinesiska: 荥河乡, 荥河) är en socken i Kina. Den ligger i provinsen Sichuan, i den sydvästra delen av landet, omkring 160 kilometer sydväst om provinshuvudstaden Chengdu. Antalet invånare är 5 652. Befolkningen består av 2 827 kvinnor och 2 825 män. Barn under 15 år utgör 17,0 %, vuxna 15-64 år 71 %, och äldre över 65 år 11,0 %.
Genomsnittlig årsnederbörd är 1 269 millimeter. Den regnigaste månaden är juli, med i genomsnitt 291 mm nederbörd, och den torraste är december, med 10 mm nederbörd.